# Kati Wilhelm
Katarina Wilhelm, conocida deportivamente como Kati Wilhelm (Esmalcalda, 2 de agosto de 1976), es una deportista alemana que compitió en biatlón.
Participó en cuatro Juegos Olímpicos de Invierno, entre los años 1998 y Vancouver 2010, obteniendo en total siete medallas: dos oros y una plata en Salt Lake City 2002, un oro y dos platas en Turín 2006 y un bronce en Vancouver 2010.
Ganó trece medallas en el Campeonato Mundial de Biatlón entre los años 2001 y 2009, y dos medallas de bronce en el Campeonato Europeo de Biatlón de 2000.
Fue la abanderada en los Juegos de Turín 2006. Ese mismo año fue nombrada «Deportista del año» en su país.
Se retiró de la competición después de los Juegos de Vancouver 2010, y posteriormente se convirtió en comentadora de biatlón para la cadena de televisión ARD.

## Palmarés internacional
| Juegos Olímpicos   | Juegos Olímpicos                | Juegos Olímpicos  | Juegos Olímpicos |
| Año                | Lugar                           | Medalla           | Prueba           |
| ------------------ | ------------------------------- | ----------------- | ---------------- |
| 2002               | Salt Lake City (Estados Unidos) | Medalla de oro    | Velocidad        |
| 2002               | Salt Lake City (Estados Unidos) | Medalla de oro    | Relevo           |
| 2002               | Salt Lake City (Estados Unidos) | Medalla de plata  | Persecución      |
| 2006               | Turín (Italia)                  | Medalla de oro    | Persecución      |
| 2006               | Turín (Italia)                  | Medalla de plata  | Salida en grupo  |
| 2006               | Turín (Italia)                  | Medalla de plata  | Relevo           |
| 2010               | Vancouver (Canadá)              | Medalla de bronce | Relevo           |
| Campeonato Mundial |                                 |                   |                  |
| Año                | Lugar                           | Medalla           | Prueba           |
| 2001               | Pokljuka (Eslovenia)            | Medalla de oro    | Velocidad        |
| 2001               | Pokljuka (Eslovenia)            | Medalla de plata  | Relevo           |
| 2003               | Janty-Mansisk (Rusia)           | Medalla de bronce | Relevo           |
| 2004               | Oberhof (Alemania)              | Medalla de bronce | Relevo           |
| 2005               | Hochfilzen (Austria)            | Medalla de plata  | Relevo           |
| 2005               | Janty-Mansisk (Rusia)           | Medalla de bronce | Relevo mixto     |
| 2007               | Antholz (Italia)                | Medalla de oro    | Relevo           |
| 2007               | Antholz (Italia)                | Medalla de bronce | Salida en grupo  |
| 2008               | Östersund (Suecia)              | Medalla de oro    | Relevo           |
| 2009               | Pyeongchang (Corea del Sur)     | Medalla de oro    | Velocidad        |
| 2009               | Pyeongchang (Corea del Sur)     | Medalla de oro    | Individual       |
| 2009               | Pyeongchang (Corea del Sur)     | Medalla de plata  | Persecución      |
| 2009               | Pyeongchang (Corea del Sur)     | Medalla de plata  | Relevo           |
| Campeonato Europeo |                                 |                   |                  |
| Año                | Lugar                           | Medalla           | Prueba           |
| 2000               | Zakopane (Polonia)              | Medalla de bronce | Velocidad        |
| 2000               | Zakopane (Polonia)              | Medalla de bronce | Relevo           |

### Juegos Olímpicos
| Lugar y año         | Individual | Velocidad | Persecución | Salida en grupo | Relevo |
| ------------------- | ---------- | --------- | ----------- | --------------- | ------ |
| Salt Lake City 2002 | NP         | Oro       | Plata       | –               | Oro    |
| Turín 2006          | 16.ª       | 7.ª       | Oro         | Plata           | Plata  |
| Vancouver 2010      | 4.ª        | 30.ª      | 12.ª        | 25.ª            | Bronce |